# Carmentina
Carmentina är ett släkte av fjärilar. Carmentina ingår i familjen gnuggmalar.
Kladogram enligt Catalogue of Life:
| Carmentina | \| \| Carmentina chrysosema \| \| \| \| \| \| Carmentina iridesma \| \| \| \| \| \| Carmentina molybdotoma \| \| \| \| \| \| Carmentina perculta \| \| \| \| \| \| Carmentina polychrysa \| \| \| \| \| \| Carmentina taiwanensis \| \| \| \| |
|            | \| \| Carmentina chrysosema \| \| \| \| \| \| Carmentina iridesma \| \| \| \| \| \| Carmentina molybdotoma \| \| \| \| \| \| Carmentina perculta \| \| \| \| \| \| Carmentina polychrysa \| \| \| \| \| \| Carmentina taiwanensis \| \| \| \| |
|            | Carmentina chrysosema |
|            | |
|            | Carmentina iridesma |
|            | |
|            | Carmentina molybdotoma |
|            | |
|            | Carmentina perculta |
|            | |
|            | Carmentina polychrysa |
|            | |
|            | Carmentina taiwanensis |
|            | |